# Claes Charpentier
Claes Gustaf Robert Charpentier, född 4 november 1858 i Viborgs landskommun, död 18 december 1918 Helsingfors, var en finländsk militär, generallöjtnant (1910). 
Charpentier tjänstgjorde från 1879 i ryska armén, var senare bland annat kommendör för en kavalleridivision i Kaukasien och förde även under första världskriget befälet över en kavalleridivision. Han valdes i december 1917 av den s.k. Militärkommittén till överbefälhavare för den blivande vita armén och var kommitténs ordförande till januari 1918, då han trädde tillbaka för C. G. E. Mannerheim.

### Uppslagsverk
- Charpentier, Claes i Uppslagsverket Finland (webbupplaga, 2012). CC-BY-SA 4.0